# Asura tessellata
Asura tessellata là một loài bướm đêm thuộc phân họ Arctiinae, họ Erebidae.